# Jennifer Dias
Jennifer Dias est une chanteuse de zouk et de kizomba, et danseuse française née en 1985 au Cap-Vert.

## Discographie

### Singles / Clips
- 2009 : Kel ki um kré
- 2011 : Control
- 2012 : Deixam em paz (sur le remix, featuring de Nelson Freitas)
- 2012 : Viens danser
- 2013 : Je t'emmène
- 2013 : Louca por ti
- 2013 : Reste avec moi
- 2013 : Mama Africa (feat. D. Lopes)
- 2014 : Femme fatale 5 (feat. Milca)
- 2015 : I Need You So
- 2016 : Sorry remix kizomba
- 2016 : Ce soir
- 2016 : Dança Ma Mi
- 2018 : Roçaré  feat. Dabanda
- 2018 : Sentimento Incrível

### Participations
- Taliixo Beatz feat. Jennifer Dias - So Meu (2017)